# Chris Singleton (giocatore di football americano)
Chris Singleton (Omaha, 20 febbraio 1967) è un ex giocatore di football americano statunitense che ha militato nel ruolo di linebacker nella National Football League (NFL). Al college giocò a football a Arizona.

## Carriera
Singleton fu scelto come ottavo assoluto del Draft 1990 dai New England Patriots. Dopo una prima stagione in cui mise a segno 3 sack, divenne stabilmente titolare a partire dalla seconda. Nel corso del 1993 passò ai Miami Dolphins in cui nei tre anni successivi rimase sempre titolare. Si ritirò dopo la stagione 1996.

## Statistiche
| Tackle | 287 |
| Sack   | 7   |